# Cavaleiros Negros
Cavaleiros Negros é um EP gravado pela banda brasileira de rock Os Mutantes em 1976, durante a fase progressiva da banda, com a mesma formação de Tudo foi Feito pelo Sol.

## Faixas
| N.º | Título              | Compositor(es)                                  | Duração |  |
| 1.  | "Cavaleiros Negros" | Sérgio Dias/Rui Motta/Antônio Pedro de Medeiros | 8:37    |  |
| 2.  | "Tudo Bem"          | Sérgio Dias/Antônio Pedro de Medeiros           | 4:23    |  |
| 3.  | "Balada do Amigo"   | Túlio Mourão                                    | 3:34    |  |

## Formação
- Sérgio Dias: guitarra, vocais
- Túlio Mourão: piano, órgão, Minimoog e vocais
- Antônio de Medeiros: baixo e backing vocals.
- Rui Motta: bateria, percussão e backing vocals